# 盖绥达
盖绥达（阿拉伯语： قصيدة）是阿拉伯语诗歌的一种形式，随着穆斯林征服曾传播到其他文化当中。盖绥达遵循同一格律，一韵到底。每首盖绥达一般不少于7行或10行（每行为双联句），一般在三、五十行左右。
公元7世纪左右，从盖绥达的开头部分发展出了一种新的诗句形式，称为加扎勒。在波斯文学中，从公元14世纪开始，盖绥达逐渐被加扎勒所取代。